# Döpfnerplan

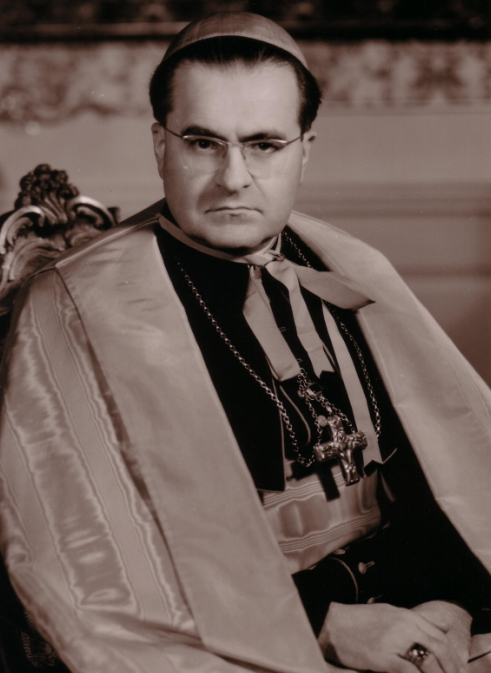
Julius Döpfner

Der Döpfnerplan (auch Döpfner-Plan) ist ein Gutachten, das  Julius Kardinal Döpfner im Jahr 1963 im Rahmen des Zweiten Vatikanischen Konzils erstellte. In diesem Gutachten sollte Döpfner im Auftrag von Papst Paul VI. Vorschläge zur Fortführung des Konzils darlegen.

## Hintergrund
Als nach dem Tod von Papst Johannes XXIII., dem Begründer des Konzils, zu Döpfners Erleichterung der Mailänder Erzbischof Giovanni Battista Montini im Konklave 1963 als Paul VI. neuer Papst wurde und das Konzil im Sinne seines verstorbenen Vorgängers fortführte, beauftragte der neue Pontifex noch am Tag seiner Krönung am 30. Juni 1963 in einer Privataudienz Döpfner damit, ein Gutachten mit Vorschlägen für die Weiterarbeit des Konzils zu erstellen. 
Am 19. Juli 1963 sandte Döpfner dieses später als Döpfnerplan bekannt gewordene Gutachten Überlegungen zur Fortführung des Konzils an Paul VI. Döpfner begrüßte die Fortführung der Linie des verstorbenen Johannes XXIII. durch den neuen Papst. Weiterhin betonte Döpfner die Bedeutung einer festen und klaren Kirchenführung unter anderem auch im Hinblick auf den Kommunismus.
In seinem Plan ging Döpfner auf verschiedene Aspekte wie die Kontinuität des Konzils, die Erneuerung der Kirche, die Ökumene, sowie den pastoralen Charakter des Konzils ein. Ferner sollten in einer Welt, die immer mehr zusammenwächst, Fragen behandelt werden, die alle Völker betreffen. Gleichzeitig machte er Vorschläge zur Straffung des Konzils. Ebenso drückte Döpfner den Wunsch aus, Paul VI. möge die zurückhaltende Linie seines Vorgängers fortsetzen; sei ein Eingreifen nötig, möge der Papst dies in enger Verbindung mit dem Bischofskollegium tun. Es folgten organisatorische Vorschläge für einen besseren Konzilsablauf. Dazu gehörte der Vorschlag, die Redezeit zu begrenzen, um mehr Wortmeldungen zu ermöglichen. Ein weiteres Anliegen Döpfners war die Verbesserung der Konzilsberichterstattung. Ferner wünschte er auch sachkundige Laien als Periti zum Konzil zu berufen. Zahlreiche Vorschläge Döpfners galten der Auswahl und der Reihenfolge der Themen. Außerdem sollte das Konzil nicht zu lange dauern; noch offene Fragen könnten von anderen Institutionen oder einem weiteren Konzil geklärt werden.
Auch wenn nicht alle Details des Döpfnerplans umgesetzt werden konnten, waren Döpfners Vorschläge von enormer Bedeutung. So nahm Paul VI. im September 1963 eine Revision der Geschäftsordnung vor.
Seinem Konzilsplan legte Döpfner am 19. Juli 1963 seine Überlegungen zur Papstkrönung dar. Er begrüßte die Krönungsfeier als solche auf Grund ihrer Wirkung als abendlicher Gottesdienst. Dennoch empfahl Döpfner Änderungen bei Formulierungen wie „Vater der Könige und Fürsten“ oder „Lenker der Welt“, die seiner Meinung nach ins hohe Mittelalter hineinversetzten. Auch empfahl er, auf die Tiara zu verzichten, da der Papst in dieser den Eindruck eines „Super-Kaisers“ erweckte. Klaus Wittstadt wirft die Frage auf, inwieweit Paul VI. sich von Döpfner beeinflussen ließ, als er beispielsweise das Protokoll des Hl. Stuhls vereinfachen oder die Tiara verkaufen und den Erlös unter die Armen verteilen ließ.